# 瓦尔姆森
瓦尔姆森是德国下萨克森州的一个市镇。总面积81.61平方公里，总人口3375人，其中男性1681人，女性1694人（2011年12月31日），人口密度41人/平方公里。